# بساميت

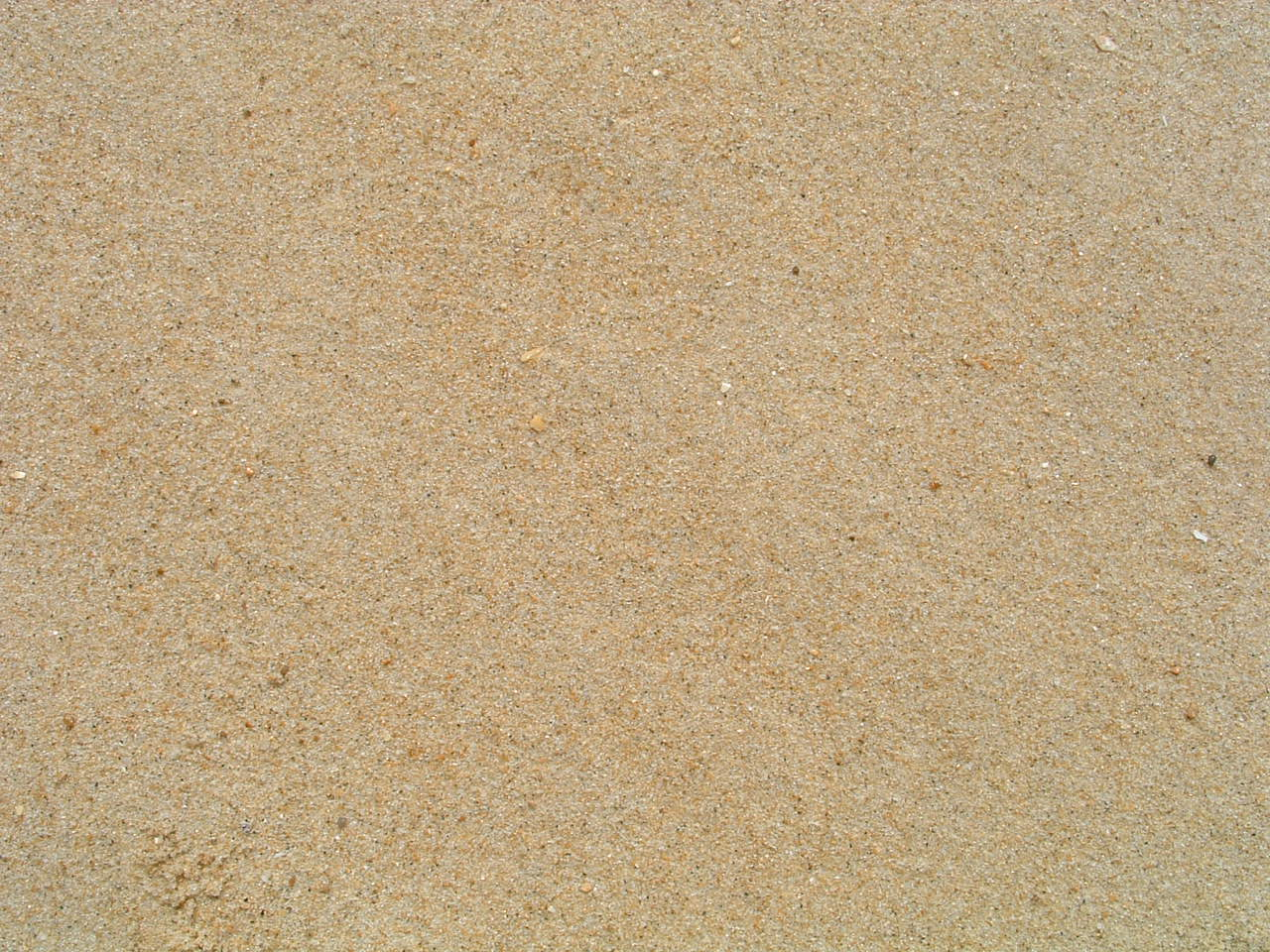

بساميت (اليونانية: psammos ، «الرمال») هو مصطلح عام للحجر الرملي. وهو مكافئ للمصطلح المشتق من اللاتينية أرينيت ويشيع استخدامه في المنشورات المختلفة لوصف الصخر الرسوبي ملمتحول مع هيمنة حجر بروتوليث الرملي. كان هذا المصطلح يستخدم سابقًا في أوروبا للحجر الرملي، الصلصالي، الانشطاري، ذو الحبيبات الدقيقة.

## التصنيف
يعطي بيتيجون المصطلحات الوصفية التالية استنادًا إلى حجم الحبيبات، مع تجنب استخدام مصطلحات مثل «الصلصال» أو «الطُفال» التي تنطوي على آثار التركيب الكيميائي: 
| النسيج | الشائع    | باليونانية       | باللاتينية     |
| ------ | --------- | ---------------- | -------------- |
| خشن    | حصى (ly)  | بسيفيت (بسيفيتي) | ريديت (ريديسي) |
| متوسط  | رمل (y)   | بساميت (بساميتي) | أرينيت (رملي)  |
| ناعم   | طيني (ey) | بيليت ( بيليتي ) | ليتيت (ليتاسي) |